# تادئوش یانچار
تادئوش یانچار (لهستانی: Tadeusz Janczar؛ تلفظ لهستانی: [taˈdɛuʂ ˈjant͡ʂar]؛ ۲۵ آوریل ۱۹۲۶ – ۳۱ اکتبر ۱۹۹۷) بازیگر اهل لهستان بود.
از فیلم‌ها یا برنامه‌های تلویزیونی که وی در آن نقش داشته‌است، می‌توان به کانال، یک نسل، چشم‌انداز بعد از نبرد، بدشانسی و خوبال اشاره کرد.